# Autostrada A6a (Franța)
Autostrada A6a, sau A6a, este o autostradă franceză care deservește orașul Paris. Ea se unește la nivelul localității Wissous cu A6b pentru a forma A6 și A10.
A6a constituie ramura de Vest a autostrăzii A6, conectându-se la Boulevard périphérique în zona Porte de Gentilly și permițând accesul către cartierele de Vest ale orașului. Aceasta a fost dată în folosință cu mult înaintea autostrăzii A6b și, inițial, purta numele de A6.
Este o autostradă gratuită, neconcesionată, administrată de DIR Île-de-France.
Particularitatea autostrăzii A6a este că a fost construită pe aceeași platformă cu A6b pe o mare parte din traseu. De fapt, cele două ramuri se separă abia cu puțin timp înainte de a ajunge la periferic. Traficul său este foarte dens și se blochează frecvent, deoarece A6a preia o parte din fluxurile a două mari rute radiale franceze: A6 și A10.
Miercuri, 3 iunie 2015, a fost pusă în funcțiune o bandă dedicată autobuzelor pe sensul Province - Paris, pe banda din dreapta, între A6B și periferic.

## Istoric
Declarații de utilitate publică
- 19.12.1952: Întregul traseu al autostrăzii (Boulevard périphérique - A6)[1]

### Darea în folosință
Secțiuni aduse la standardele autostrăzilor
- 12.04.1960: Întregul traseu al autostrăzii (Perifericul Parisului - A6)

Noduri rutiere
- 1968: Nod rutier pentru M.I.N. de Rungis[n 2] (ieșirea 3)
- 1969: Nod rutier Rungis (A86), (prima restructurare)
- 1990: Nod rutier Rungis (A86), (a doua restructurare)
- 29.05.2015: Nod rutier cu Bulevardul Periferic al Parisului (închiderea bretelei A6A → BP-Est)[n 3]

## Traseu
| De la Boulevard périphérique către A6 și A10; secțiune gratuită, neconcesionată, administrată de DIR Île-de-France. | |        |
| Intersecție | Nod rutier între Boulevard périphérique și A6a: Rouen, Paris-Porte de Châtillon; Metz, Nancy, Lille, Paris-Porte d'Italie.                                                |        |
| 1 - Porte d'Orléans                                                                                                 | Oraș deservit: Paris-centre, Paris-Porte d'Orléans. | RD920  |
| A6a E15 | |        |
| | Tunelul Orléans. |        |
| | Trecerea din Paris în departamentul Val-de-Marne. |        |
| | Limitare la 70 km/h (sens Lyon > Paris). |        |
| | Limitare la 90 km/h (sens Paris > Lyon). |        |
| Intersecție | Nod rutier între A6b și A6a: Lille, Metz, Nancy, Villejuif, Arcueil, Boulevard périphérique Paris-Porte d'Italie; Vehicule lente - Toate direcțiile (nod rutier parțial). | A6b    |
| | Limitare la 90 km/h (sens Paris > Lyon). |        |
| Intersecție | Nod rutier între A106 și A6a: Aeroportul Paris–Orly (nod rutier parțial).                                                                                                 | A106   |
| 3 - Rungis | Oraș deservit: Rungis. |        |
| | Trecerea din departamentul Val-de-Marne în departamentul Essonne. |        |
| Intersecție | Nod rutier între A6, A10 și A6a: Lyon, Évry, Chilly-Mazarin; Bordeaux, Nantes, Étampes, Palaiseau, Massy, Longjumeau (nod rutier parțial).                                | A6 A10 |
| A6a E15 | |        |